# Ferdrupt
Ferdrupt è un comune francese di 801 abitanti situato nel dipartimento dei Vosgi nella regione del Grand Est.

## Società

### Evoluzione demografica
Abitanti censiti